# David Wayne
David Wayne (Traverse City, 30 de janeiro de 1914 – Santa Mônica, 9 de fevereiro de 1995) foi um ator estadunidense. Ele ganhou dois prêmios Tony e em 1957 foi indicado ao Emmy por uma aparição no episódio “Heartbeat” da série de antologia Suspicion.

## Morte
Wayne morreu de câncer de pulmão em Santa Mônica, Califórnia, em 9 de fevereiro de 1995.

## Filmografia
Cinema
- Stranger on the Third Floor (1940) como taxista (sem créditos)
- Portrait of Jennie (1948) como Gus O'Toole
- Adam's Rib (1949) como Kip Lurie
- The Reformer and the Redhead (1950) como Arthur Colner Maxwell
- Stella (1950) como Carl Granger
- My Blue Heaven (1950) como Walter Pringle
- Up Front (1951) como Joe
- M (1951) como Martin W. Harrow
- As Young as You Feel (1951) como Joe Elliott
- With a Song in My Heart (1952) como Don Ross
- Wait till the Sun Shines, Nellie (1952) como Ben Halper
- We're Not Married! (1952) como Jeff Norris
- O. Henry's Full House (1952) como Horace (segmento "The Cop and the Anthem")
- The I Don't Care Girl (1953) como Ed McCoy
- Tonight We Sing (1953) como Sol Hurok
- Down Among the Sheltering Palms (1953) como tenente Carl G. Schmidt
- How to Marry a Millionaire (1953) as Freddie Denmark
- Hell and High Water (1954) como Tugboat Walker
- The Tender Trap (1955) como Joe McCall
- The Naked Hills (1956) como Tracy Powell
- The Three Faces of Eve (1957) como Ralph White
- The Sad Sack (1957) como Cabo Larry Dolan
- The Last Angry Man (1959) como Woodrow 'Woody' Thrasher
- The Big Gamble (1961) como Samuel Brennan
- The Andromeda Strain (1971) como Dr. Charles Dutton
- The African Elephant (1971, documentário) como Narrador
- Huckleberry Finn (1974) como O Duque
- The Front Page (1974) como Bensinger
- Tubby the Tuba (1975) como Pee-Wee the Piccolo (voz)
- The Apple Dumpling Gang (1975) como Coronel T.R. Clydesdale
- A Place to Be (1979, documentário) como Narrador
- The Prize Fighter (1979) como Pop Morgan
- Finders Keepers (1984) como Stapleton
- The Survivalist (1987) como Dub Daniels